# ホライズン・ニュークリア・パワー
ホライズン・ニュークリア・パワー (英語: Horizon Nuclear Power) は、イギリスの電力企業。新しい原子力発電所の建設を計画している。企業は2009年に設立され、グロスターに本部を置いている。現在は日立製作所が所有している。

## 歴史
この企業はE.ON UKとRWE npowerの合弁企業として2009年に設立された。この企業は既存のオールドベリー、ウィルファ両原発に新型原子炉を発電能力の合計で6,000 MWe程度、導入する計画を公表した。
ホライズンはEPRかAP1000のどちらかを2020年から2024年の間に建設することを計画していた。
2012年、E.ONとRWE npowerは継続企業の前提でホライズンを売却することを発表した。
2012年10月29日、日立製作所がホライズンを6億9300万ポンドで買収することを発表し、売却は2012年11月26日に完了した。日立はそれぞれの発電所に2-3基の1350MWeのABWRを建設する計画を持っているが、このためには原子力規制局によるABWRの包括的設計審査が必要であり、これには2年から4年の期間がかかると考えられる。
2014年8月、提案中の原子炉設計は包括的設計審査の4つある段階のうち第3段階に到達した。この審査は2018年に完了するはずである。ホライゾンはウィルファにおける現地作業を2015年内に開始する、2018年までは建築作業に着手し、2020年代半ばには発電を開始する計画である。
その後、2019年1月に日立は事業中断を決定した。既にウィルファ事業予算150億ポンドのうち20億ポンドが使われており、採算性を見直すためである、イギリス政府からは3分の1資本参加を打診され、その条件が提示されていた。2020年9月日立は両事業から撤退した。一方、米国政府からは中国への事業売却懸念が出されていた模様である。現在ホライゾンは縮小し、将来の事業可能性を模索している。

## 註
1. ↑  “FAQs: OLDBURY”.   Horizon Nuclear Power. 2010年11月11日閲覧。
2. ↑  “FAQs: WYLFA”.   Horizon Nuclear Power. 2010年11月11日閲覧。
3. ↑  Murray, James (2009年4月30日). “RWE/E.ON and EDF win nuclear auction”. BusinessGreen 2010年11月11日閲覧。
4. ↑  Pfeifer, Sylvia; Blair, David (2011年8月12日). “Doubts raised over UK energy investments”. Financial Times 2011年9月28日閲覧。
5. ↑  “RWE and E.On halt UK nuclear plans at Wylfa and Oldbury”. BBC News. (2012年3月29日) 2012年3月29日閲覧。
6. ↑  Peston, Robert (2012年3月29日). “Is the UK's nuclear future in jeopardy?”. BBC News 2012年3月29日閲覧。
7. ↑  Gosden, Emily (2012年6月21日). “Chinese companies bid to build new UK nuclear power plants”. Daily Telegraph 2012年6月19日閲覧。
8. ↑  E.On and RWE (30 October 2012). “RWE and E.ON announce sale of Horizon Nuclear Power to Hitachi Ltd” (PDF) (Press release).[リンク切れ]
9. ↑  “Wylfa B: Hitachi takes over Horizon nuclear project”. BBC. (2012年11月26日) 2012年12月8日閲覧。
10. ↑  Chazan, Guy; Pickard, Jim (2012年10月29日). “Hitachi agrees UK nuclear purchase”. Financial Times 2012年10月30日閲覧。
11. ↑  “Hitachi buys UK nuclear project from E.On and RWE”. BBC News. (2012年10月30日) 2012年10月30日閲覧。
12. ↑  “ABWR set for UK design assessment”. Nuclear Engineering International. (2013年1月16日) 2013年1月26日閲覧。[リンク切れ]
13. ↑  “Hitachi-GE UK ABWR progresses to GDA Step 3”. Office for Nuclear Regulation. (2014年8月28日) 2015年4月8日閲覧。
14. ↑  Chris Dearden (2013年10月21日). “Wylfa B nuclear power station: Housing concerns for workers”. BBC 2013年10月22日閲覧。